# Efutop
L'efutop (o ofutop o agbaragba) és una llengua que es parla al sud-est de Nigèria, a laLGA d'Ikom, a l'estat de Cross River.
L'efutop és una llengua que pertany a la subfamília de les llengües bakor, que pertanyen a les llengües bantus anomenades llengües ekoid. Les altres llengües de la seva subfamília són l'abanyom, l'ekajuk, l'nde-nsele-nta, l'nkem-nkum i l'nnam. Totes elles es parlen a Nigèria. L'efutop té una similaritat lèxica d'entre un 66% i un 68% amb l'nde-nsele-nta.

## Ús
Segons l'ethnologue, l'efutop és una llengua vigorosa; tot i que no està estandarditzada, és parlada per a població de totes les edats. Es parla a la llar i en la comunitat. La majoria dels parlants d'efutop també parlen pidgin nigerià i alguns també parlen les llengües nkem-nkum, ekajuk i efik. Els nens efutop-parlants s'escolaritzen en anglès.

## Població i religió
El 93% dels 23.000 efutops són cristians. D'aquests el 40% són protestants, el 30% estan a esglésies cristianes independents i el 30% són catòlics; el 7% restant creu en religions tradicionals africanes.